# Renée Deliot
Renée Félicie Deliot (née à Paris le 20 septembre 1881 et décédée à Marseille le 27 août 1960) est une scénariste française, productrice et distributrice. Elle est une ardente promotrice de la carrière de son mari, Mario Guaita, l'une des stars du cinéma muet italien.

## Biographie
Orpheline de mère, Renée Deliot se marie à l'âge de seize ans avec un homme dix ans plus vieux qu'elle et qui disparait dans les années tumultueuses de la Première Guerre mondiale. Elle rencontre ensuite Mario Guaita en 1919, un acteur connu pour ses tableaux vivants reproduisant des peintures et des sculptures renommées, et pour ses rôles au cinéma depuis 1912, sous le pseudonyme « Ausonia » proche de Maciste. 
Premier d'une longue série, Renée Deliot écrit pour Mario Guaita-Ausonia le scénario de L'Athlète fantôme (L'atleta fantasma), l'un des rares films dont on garde trace. Elle se sert du personnage d'Ausonia pour lui donner corps, le rapprochant d'Arsène Lupin et Fantômas, dont elle magnifie les caractéristiques athlétiques. Elle n'oublie pas les personnages féminins, doués également de force physique, modernes et dynamiques.
Entre 1919 et 1926, elle rédige seize scenarii. Elle est pourtant décrite comme la seule « bonne fée d'un grand acteur », « modeste, travaillant à l'ombre de la grande étoile, inspirée par son amour pour lui ». Son rôle auprès de Mario Guaita dépasse pourtant le cadre conjugal, non seulement par ses scenarii mais aussi par son rôle d'assistante réalisatrice sur les plateaux.
Installé d'abord à Turin, le couple déménage à Marseille en 1923. Renée Deliot crée alors une société de production et de distribution de films, Ausonia Film. À partir de 1926, atteint progressivement par la cécité, Mario Guaita se retire de la vie artistique et Renée Deliot cesse d'écrire. Ils gèrent ensemble un cinéma dans le quartier de la Pointe-Rouge à Marseille. 
En 1955, Renée Deliot épouse Mario Guaita, qui meurt l'année suivante. Elle lui survit quatre années et s'éteint à Marseille en 1960.
Elle est considérée comme la « seule femme qui semble avoir exercé de façon continue en tant que scénariste » dans les premières années du cinéma européen.

## Filmographie
- 1919. Lotte di giganti / Il figlio di Ercole / Eracleide. Film disparu.
- 1919 : L'Athlète fantôme (L'atleta fantasma). Réalisation : Raimondo Scotti. Scénario : Renée Deliot. Production : Films de Giglio, Italie. N & b, 35 mm, 5 545 pieds (82 min). Distribution : Mario Guaita Ausonia, Dino Buonaiuto. Conservé à la Cinémathèque royale de Belgique et au Museo nazionale del cinema
  - Un justicier masqué empêche deux cambrioleurs de dérober un bijou promis par son père à une jeune femme. Ceux-ci récidivent et prennent la jeune femme en otage pour récupérer le bijou. Le justicier intervient à nouveau mais tombe dans un piège. La police intervient et libère tout le monde, et le justicier masqué se révèle être le timide prétendant de la jeune femme qui, finalement, cède à ses avances.
- 1920. Atlas. Film disparu.
- 1920. La ceinture des Amazones (La cintura della Amazzoni). Film disparu.
- 1921. Sous les ponts de Paris (Sotto i ponti di Parigi), d'après Balzac. Film disparu.
- 1922. La mascotte de Sparte (La mascotte di Sparta). Film disparu.
- 1922. Frisson. Film disparu.
- 1922. Le bateau aux milliards (La nave dei miliardi). Réalisation : Mario Guaita Ausonia. Scénario : Renée Deliot. Production : Films de Giglio, Italie. Distribution : Mario Guaita Ausonia, N & b. Conservé au Centre national du cinéma et de l'image animée et à la Cinémathèque française
- 1923. Le pêcheur de perles (Il pescatore di perle). Réalisation : Mario Guaita Ausonia. Scénario : Renée Deliot. Production : Lauréa Film, France. Distribution : Mario Guaita Ausonia. N & b. Conservé à la Cinémathèque royale de Belgique et au Museo nazionale del cinema et chez Lobster Films
- 1923. Mes p'tits / Le calvaire d'un saltimbanque. Réalisation : Paul Barlatier et Charles Keppens. Scénario : Renée Deliot. Production : Lauréa Film, France. Distribution : Mario Guaita Ausonia. Conservé au Centre national du cinéma et de l'image animée
- 1923. Les fantômes de la ferme (Gli spettri della fattoria). Réalisation : Mario Guaita Ausonia. Scénario : Renée Deliot. Production : Films de Giglio, Italie. Distribution : Mario Guaita Ausonia. N & b. Conservé à la Cinémathèque royale de Belgique
- 1923. La course à l'amour. Réalisation : Paul Barlatier et Charles Keppens. Scénario : Renée Deliot. Production : Lauréa Film, France. Distribution : Mario Guaita Ausonia. Conservé au Centre national du cinéma et de l'image animée
- 1924. Dans les mansardes de Paris. Réalisation : Mario Guaita Ausonia. Scénario : Renée Deliot. Production : Ausonia Film France. Distribution : Mario Guaita Ausonia, Gina Relly, Georges Péclet. N & b, 35 mm, 226 pieds. Conservé à la Cineteca Nazionale, au George-Eastman Museum, et chez Lobster Films
  - Mélodrame compliqué qui met en scène une jeune fille pauvre et malade, Pervenche ; son voisin de palier,  Lucien, dont la jeune fille est amoureuse ; un héros tout puissant, défenseur des pauvres et des opprimés qui circule de toit en toit à Paris ; et une série de malfrats, détrousseurs, maris violents, etc. qui se font corriger par le héros. Le film est tourné en noir et blanc, mais la pellicule teintée de bleu ou en couleur sépia pour les séquences oniriques. Cinq actes, à la manière de la tragédie classique. Très inspiré du film de 1921, Sotto i ponti di Parigi.
- 1926. La donna carnefice nel paese dell'oro. Réalisation : Mario Guaita Ausonia et Luigi Fiorio. Scénario : Renée Deliot. Production : Subalpina-film, Italie. Distribution : Mario Guaita Ausonia, Émile Vardannes, Isa Bluette, Giovanni Beltramo, Bianca Hubner, Vittorio Vaser. N & b. Conservé au Centre national du cinéma et de l'image animée
  - Des Canadiens, ayant perdu toute leur fortune dans un incendie, déménagent en Alaska. En chemin, alors qu'ils campent au bord du Yukon, ils tombent dans une embuscade montée par une bande de malfrats menée par Blake et son épouse La Piovra. Ils parviennent à tuer Blake et ses hommes, La Piovra meurt d'une morsure de serpent. Le film, inspiré d'un article du journaliste Arnaldo Cipolla, est tourné dans les lieux réels.
- 1926.  Folie d’athlète (Follie d'atleta). Film disparu. 
  - André de Rochebrune est un homme athlétique, qui se bat contre les membres cruels d'une secte levantine, sur fond de Bosphore. Le film est tourné presque entièrement sur les lieux réels.